# Banjarmasin
Banjarmasin – miasto w Indonezji w południowej części wyspy Borneo.

## Geografia
Miasto zlokalizowane jest w delcie rzeki Barito. Ośrodek administracyjny prowincji Borneo Południowe. W 2008 roku miasto liczyło ok. 247 tys. (aglomeracja ok. 573 tys. mieszkańców). Powierzchnia miasta leży średnio o 16 cm poniżej poziomu morza, w czasie przypływów zalewa ją woda, dlatego większość domów w mieście jest zbudowana na palach.
Rozwinięty przemysł włókienniczy, drzewny oraz stoczniowy. W okolicy znajdują się rafineria ropy naftowej, wydobycie węgla, rud żelaza, złota oraz diamentów. 
Port rzeczny dostępny dla statków morskich, wywóz kauczuku, pieprzu, rattanu, drewna; port lotniczy Banjarmasin; uniwersytet (Universitas Lambung Mangkurat zał. 1960).
Najbardziej znanymi miejscami w mieście są meczet Sabilal Muhtadin, pływający targ na łodziach na rzece Barito i pływająca wioska Mantuil.

## Historia
Do XIV w. teren, na którym leży Banjarmasin, należał do królestwa Madżapahit, następnie pod kontrolą sułtanatów Malakka i Johor. Miasto założył 24 września 1526 r. sułtan Suriansyah. W 1606 r. założona holenderska faktoria, od 1787 r. protektorat holenderski.

## Miasta partnerskie
- Sztokholm, Szwecja
- Makasar, Indonezja
- Frankfurt nad Menem, Niemcy
- Manaus, Brazylia
- Chongqing, Chińska Republika Ludowa
- Atlanta, Stany Zjednoczone
- Kanton, Chińska Republika Ludowa
- Pattaya, Tajlandia
- Guadalajara, Meksyk